# Коваль, Юрий Григорьевич
Юри́й Григо́рьевич Ко́валь (укр. Юрій Григорович Коваль; род. 29 апреля 1958, Дилижан) — украинский футбольный тренер, старший тренер клуба «Заря» (Луганск).

## Биография
Родился в Армении, в городе Дилижан, однако вырос в Кировограде. С раннего детства увлекался футболом, но во время игры получил тяжёлую травму, перенёс 4 операции, в связи с чём очень рано закончил карьеру игрока и на профессиональном уровне не выступал. Работал в Кировоградском областном спорткомитете, параллельно тренировал заводскую команду Кировоградского завода дозавтоматов, участвовавшую в областных соревнованиях. В 1980 году переехал в Александрию, где стал тренером местной ДЮСШ, в которой проработал до 1991 года. В 1992 году стал главным тренером александрийской «Полиграфтехники», сформированной из бывших игроков ДЮСШ и прошедшей путь от любительских соревнований, до Второй лиги чемпионата СССР, а после распада СССР получившей право выступать в Первой лиге чемпионата Украины. В дальнейшем работал в ряде других украинских клубов. Первым серьёзным успехом стала работа в кировоградской «Звезде», которая под руководством Коваля в 2003 году стала чемпионом среди команд Первой лиги и вышла в высший дивизион чемпионата Украины.
Перед началом сезона 2004/05 приглашён в луганскую «Зарю», бывшую в то время одним из аутсайдеров Первой лиги. Под руководством Коваля за короткое время был собран боеспособный коллектив, в первом же своём сезоне претендовавший на повышение в классе, однако из-за финансовых проблем луганская команда финишировала только на третьем месте. В следующем году «Заря» потерпела всего одно поражение и уверенно выиграла Первую лигу. Тем не менее, в начале следующего сезона руководство клуба отправило Коваля в отставку, мотивируя это тем, что тренер не имел достаточного опыта работы в Высшей лиге.
После непродолжительного перерыва тренировал тернопольскую «Ниву» и ПФК «Александрия», а в 2009 году вернулся в «Зарю», которую возглавлял до прихода Анатолия Чанцева. С начала 2010 года занимает пост спортивного директора ФК «Заря». После отставки Чанцева в конце ноября 2011 года стал помощником исполняющего обязанности главного тренера Юрия Вернидуба.

## Тренерская статистика
| Клуб            | Начало работы    | Завершение работы | Показатели | Показатели | Показатели | Показатели | Показатели | Показатели | Показатели | Показатели |
| Клуб            | Начало работы    | Завершение работы | И          | В          | Н          | П          | МЗ         | МП         | РМ         | %          |
| --------------- | ---------------- | ----------------- | ---------- | ---------- | ---------- | ---------- | ---------- | ---------- | ---------- | ---------- |
| Полиграфтехника | 6 марта 1992     | 9 сентября 1994   | 118        | 58         | 28         | 32         | 182        | 78         | +104       | 049,15     |
| Нива В          | 13 апреля 1995   | 28 апреля 1995    | 3          | 2          | 0          | 1          | 3          | 3          | +0         | 066,67     |
| Кривбасс        | 30 апреля 1995   | 27 сентября 1995  | 22         | 6          | 5          | 11         | 20         | 30         | −10        | 027,27     |
| Химик           | 1 января 1996    | 30 июня 1996      | 21         | 11         | 6          | 4          | 41         | 15         | +26        | 052,38     |
| Полиграфтехника | 20 августа 1996  | 20 сентября 1997  | 49         | 20         | 15         | 14         | 62         | 60         | +2         | 040,82     |
| Кремень         | 1 января 1998    | 9 сентября 1998   | 31         | 12         | 5          | 14         | 42         | 39         | +3         | 038,71     |
| Звезда          | 20 мая 2000      | 30 июня 2004      | 110        | 37         | 28         | 45         | 123        | 151        | −28        | 033,64     |
| Заря            | 1 июля 2004      | 10 августа 2006   | 73         | 47         | 16         | 10         | 128        | 43         | +85        | 064,38     |
| Нива Т          | 1 июля 2007      | 19 апреля 2008    | 23         | 14         | 6          | 3          | 39         | 8          | +31        | 060,87     |
| Александрия     | 2 июня 2008      | 27 августа 2009   | 41         | 22         | 10         | 9          | 72         | 39         | +33        | 053,66     |
| Заря            | 23 сентября 2009 | 31 декабря 2009   | 9          | 2          | 2          | 5          | 6          | 14         | −8         | 022,22     |
| Заря (и. о.)    | 11 ноября 2023   | 26 августа 2024   | 27         | 9          | 7          | 11         | 30         | 35         | −5         | 033,33     |
| Итого           | Итого            | Итого             | 527        | 240        | 128        | 159        | 750        | 516        | +234       | 045,54     |

## Достижения
- Победитель Первой лиги Украины: 2002/03, 2005/06